# یدید گالیم (III)
یدید گالیم (III) (به انگلیسی: Gallium(III) iodide) با فرمول شیمیایی Ga۲I۶ یک ترکیب شیمیایی است. که جرم مولی آن ۴۵۰٫۴۳۶ g/mol می‌باشد. شکل ظاهری این ترکیب، پودر زرد روشن است.